# Garnieriinae
Garnieriinae zijn een onderfamilie van Gastropoda (slakken) uit de familie van de Clausiliidae.

## Taxonomie
De volgende taxa zijn bij de onderfamilie ingedeeld:
- Tribus Garnieriini C.R. Boettger, 1926
  - Geslacht Garnieria Bourguignat, 1877
- Tribus Tropidaucheniini H. Nordsieck, 2002
  - Geslacht Euryauchenia H. Nordsieck, 2007
  - Geslacht Grandinenia Minato & D.-N. Chen, 1984
  - Geslacht Indonenia Ehrmann, 1927
  - Geslacht Megalauchenia H. Nordsieck, 2007
  - Geslacht Ptychauchenia H. Nordsieck, 2010
  - Geslacht Tropidauchenia Lindholm, 1924

### Synoniemen
- Progarnieria H. Nordsieck, 2012 => Garnieria (Progarnieria) H. Nordsieck, 2012 => Garnieria Bourguignat, 1877
- Neniauchenia H. Nordsieck, 2002 => Grandinenia Minato & D.-N. Chen, 1984
- Symptychia Ehrmann, 1927 => Tropidauchenia Lindholm, 1924